# Iglesia de San Fernando Rey (Santa Cruz de Tenerife)
La iglesia de San Fernando Rey está situada en el barrio de García Escámez de la ciudad de Santa Cruz de Tenerife (Islas Canarias, España).

## Edificio
El templo fue erigido en la segunda mitad del siglo XVII, el año 1679 es documentado. El estilo es un barroco modesto, no muy diferente del renacimiento.
La iglesia tiene la categoría de Bien de Interés Cultural de Canarias (BIC).

## Culto
Esta iglesia es la parroquia de los barrios de García Escámez y Somosierra y está dedicada al santo católico San Fernando Rey. Los restos del general Francisco García-Escámez, jefe del Mando Económico de Canarias al principio de los 40, recién finalizada la Guerra Civil están enterrados en esta iglesia.
Durante el mes de mayo se celebran las Fiestas Patronales en Honor de San Fernando Rey, sobre todo el 30 de mayo (día principal) con procesión de la imagen del santo por las calles del barrio.

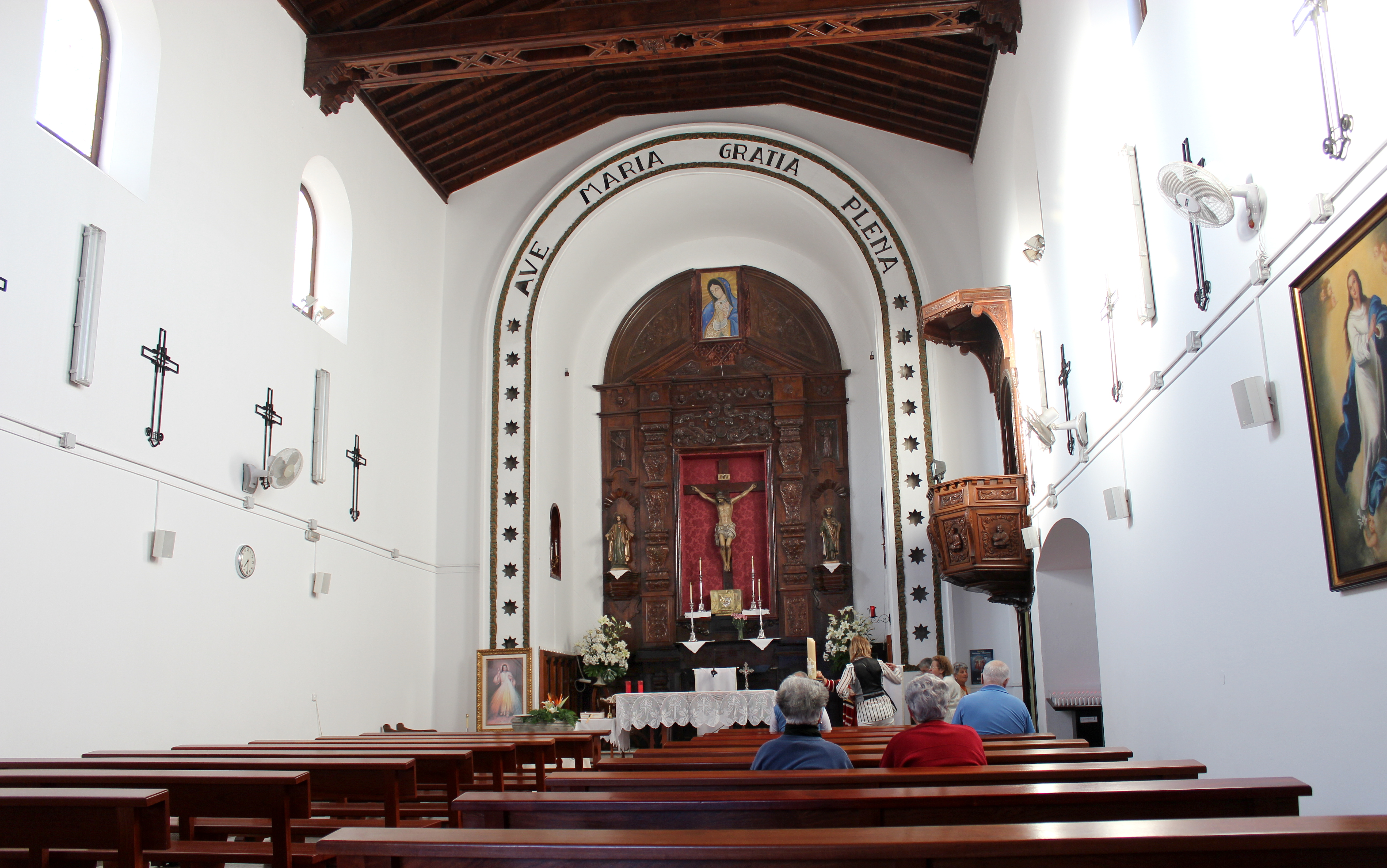
Nave de la iglesia y altar mayor
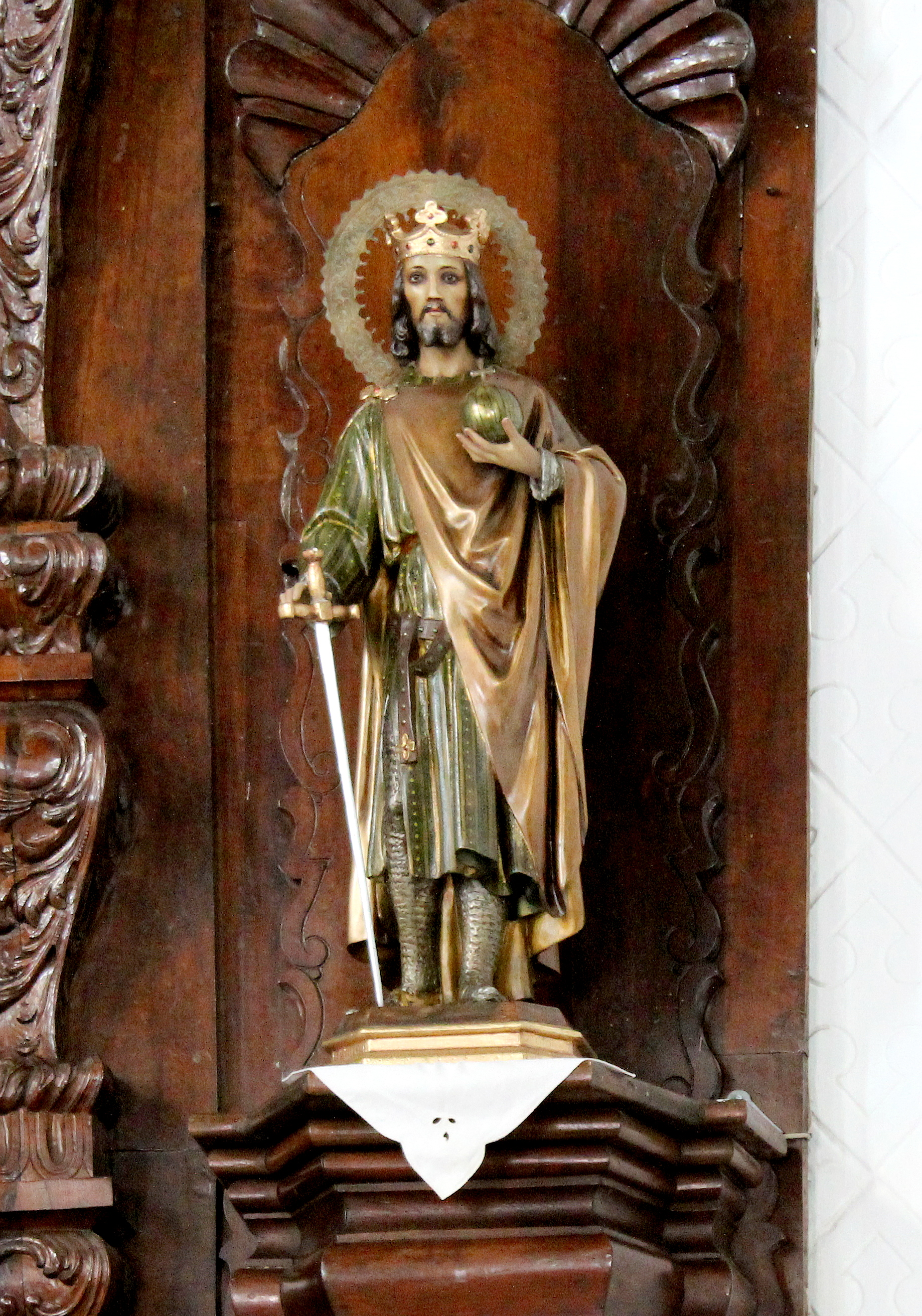
San Fernando, patrón de la parroquia
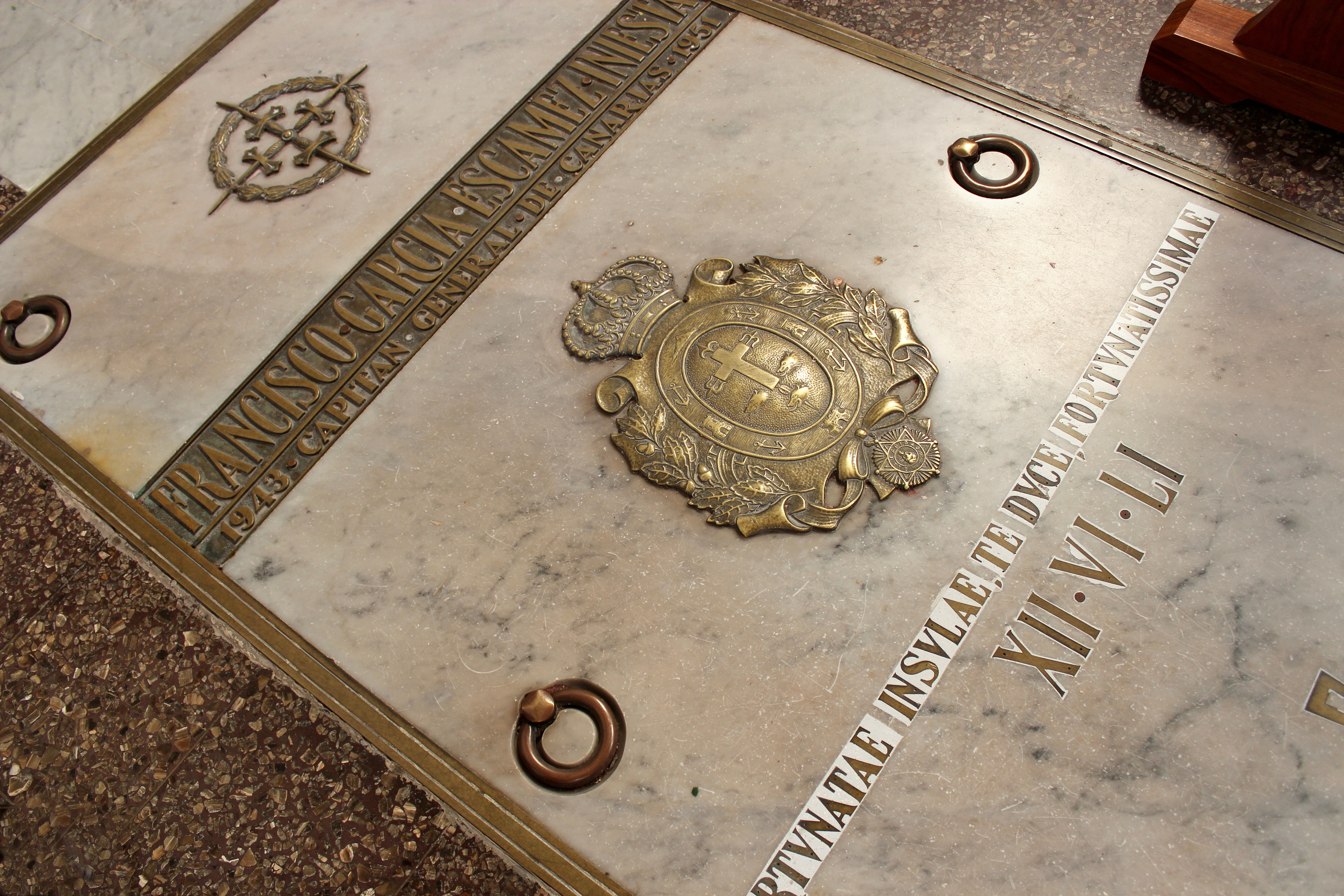
Tumba del general Francisco García-Escámez